# Platja de ses Salines
La platja de ses Salines, o platja de Mitjorn, és una platja del sud de l'Eivissa al municipi de Sant Josep de sa Talaia, al poble de Sant Jordi de ses Salines, dins del Parc natural de ses Salines. És una platja molt popular amb gran varietat de serveis.
La platja es troba a 11 km d'Eivissa i a 26 de Sant Josep de sa Talaia, al costat dels estanys de les salines amb presència d'aus aquàtiques. Com a panoràmica es pot observar els conjunt d'illots dels Freus i Formentera.
És una platja oberta i llarga amb vegetació predominant de savines i pins. La platja està composta per sorra molt fina i blanca amb fons arenosos i un pendent molt suau. A 25 metres de la línia de platja la profunditat arriba a 0,85 m, i als 50 arriba a 1,65 m. A la part est hi ha racons de roques amb entrades i basses naturals. La seva orientació al sud fa que hi hagi sempre vents de direcció mar a terra, però sempre de caràcter fluixos o moderats. La panoràmica és especialment polida puguen-se contemplar el singular paisatge dels Freus i l'illa de Formentera.
La llarga corba sorrenca que forma la platja està envoltada de pins i dunes. Les aigües cristal·lines centellegen en els dies sense vent i irradien una quietud i serenitat sublims. A més, té sorra blanca vorejades de dunes i savines, unes aigües cristal·lines i uns rics fons marins gràcies a les praderies de posidònia oceànica.

## Ubicació
La seua ubicació és molt propera al Parc Natural dels estanys de ses Salines. S'arriba des de Sant Jordi de ses Salines, en direcció a Sa Canal. Es pot arribar amb cotxe, en bicicleta o en línia regular d'autobús amb parada a pocs metres de la platja. Està situada a uns 11 km d'Eivissa i a 26 km de Sant Josep de Sa Talaia. En els mesos d'estiu, les Salines és la platja de moda a Eivissa, punt de trobada de rics, famosos i fans de la vida nocturna.

## Parc Natural
Va ser declarada Àrea Natural d'Especial Interès l'any 1991, i la llei estatal 26/1995, de 31 de juliol va decretar a ses Salines Reserva Natural. La llei 17/2001, de 19 de desembre, de protecció ambiental de ses Salines d'Eivissa i Formentera va decretar la zona parc natural, passant al Govern de les Illes Balears la seva gestió i administració.
El parc natural de ses Salines d'Eivissa i Formentera, inclou el braç de mar que les separa i ocupa un territori de 1 786,52 ha terrestres i 13 611,80 ha marines. És un lloc de descans i nidificació per a les aus en les seves migracions.

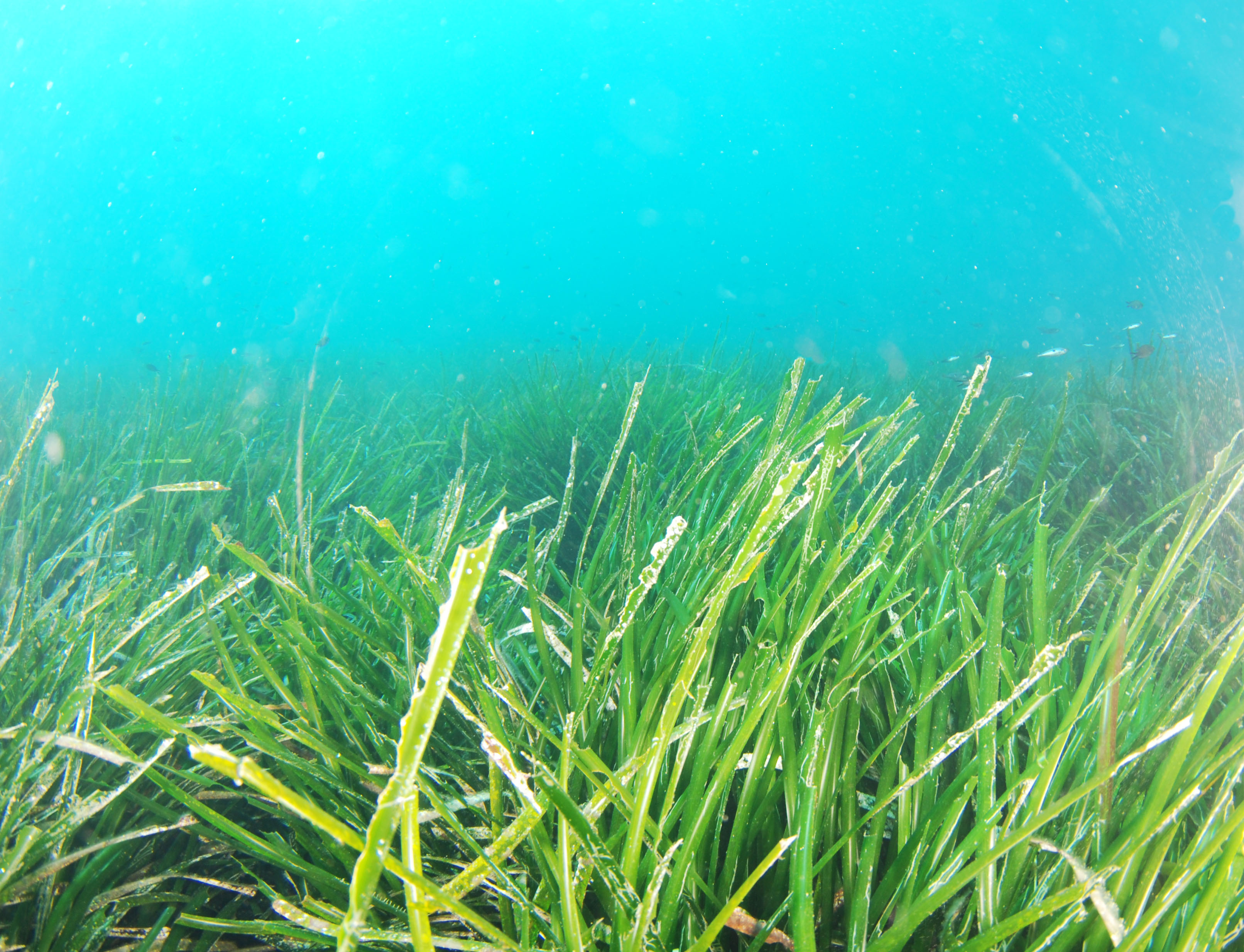
Posidònia oceànica.

El medi marí representa el 80% del territori del Parc Natural i es caracteritza per les praderes submarines de Posidònia oceànica. Aquesta planta marina, afavoreix el manteniment de les poblacions de peixos i organismes marins, oxigena les aigües, les conserva netes i transparents, i protegeix les platges de l'efecte erosiu de les ones mantenint la dinàmica natural dels sistemes dunars.
Aquestes praderes estan incloses en la Directiva Hàbitats (92/43CEE) i van ser declarades part del Patrimoni de la Humanitat per la UNESCO.